# Bypass gástrico

Bypass gástrico, em que o estômago é seccionado criando uma pequena bolsa na parte superior

Uma cirurgia de bypass gástrico é um procedimento cirúrgico em que o estômago é seccionado de forma a criar uma pequena bolsa na parte superior que restringe a quantidade de alimentos que a pessoa consegue ingerir. É também desviada uma parte do intestino delgado, de forma a atrasar a mistura dos alimentos com os sucos digestivos. Ao ingerir alimentos, o estômago enche-se rapidamente e envia ao cérebro um sinal que é interpretado como saciedade. A técnica é uma modalidade de cirurgia bariátrica usada no tratamento da obesidade.